# Ісідор Жоффруа Сент-Ілер
Ісідор Жоффруа Сент-Ілер (фр. Isidore Geoffroy Saint-Hilaire, нар.* 16 грудня 1805, Етамп  — †10 листопада 1861, Париж) — французький зоолог, син Етьєна.

## Біографія
Вивчивши медицину і природну історію, він став помічником батька в 1824 році в Музеї природної історії в Парижі. З 1829 до 1832 він там читав лекції з орнітології і викладав зоологію. Він мав особливе зацікавлення в науці про девіантні (ті, що відхиляються від норми) форми, тератології, ніж зацікавлення до того, що є нормою. Між 1832 і 1837 роками він опублікував свою головну роботу з тератології: Histoire générale et particulière des anomalies de l'organisation chez l'homme et les animaux. У 1837 році став заступником свого батька на факультеті природничих наук у Парижі й вирушив у Бордо, щоб організувати факультет там. Став інспектором академії Парижа в 1840 році, професором музею після відставки свого батька (1841), генеральним інспектором університету (1844) і членом Королівської ради народної освіти (1845). У 1850 році, після смерті Анрі Марі Блейнвіля, він замінив Блейнвіля як професор зоології на факультеті природничих наук. У 1854 році він заснував Акліматизаційне товариство Парижа і був його президентом. Опублікував ряд наукових статей, есе в галузях зоології, палеонтології, анатомії та одомашнення тварин.

## Публікації
- Essais de zoologie générale (1841)
- La Vie d'Étienne Geoffroy Saint-Hilaire (1847)
- Acclimatation et domestication des animaux utiles (1849)
- Lettres sur les substances alimentaires et particulièrement sur la viande de cheval (1856)
- Histoire naturelle générale des règnes organiques (3 тома, 1854—1862)